# نبيها (القصيم)
مركز نبيها  غرب منطقة القصيم وتقع بجانب الطريق السريع الرابط بين القصيم المدينة المنورة.

## الموقع الجغرافي
تقع غرب منطقة القصيم وتبعد عن مدينة بريدة 100 كم وعن محافظة الرس 56 كم وتقع شمال النبهانية وتبعد عنه 9 كم 

## المناخ
المناخ قاري صحراوي، حار جاف صيفًا بارد مُمطر شتاء، وتبلغ درجة الحرارة صيفًا 45°م، وفي الشتاء تصل 3- ما دون الصفر ومتوسط سقوط المطر 145 ملم.